# Рольставни

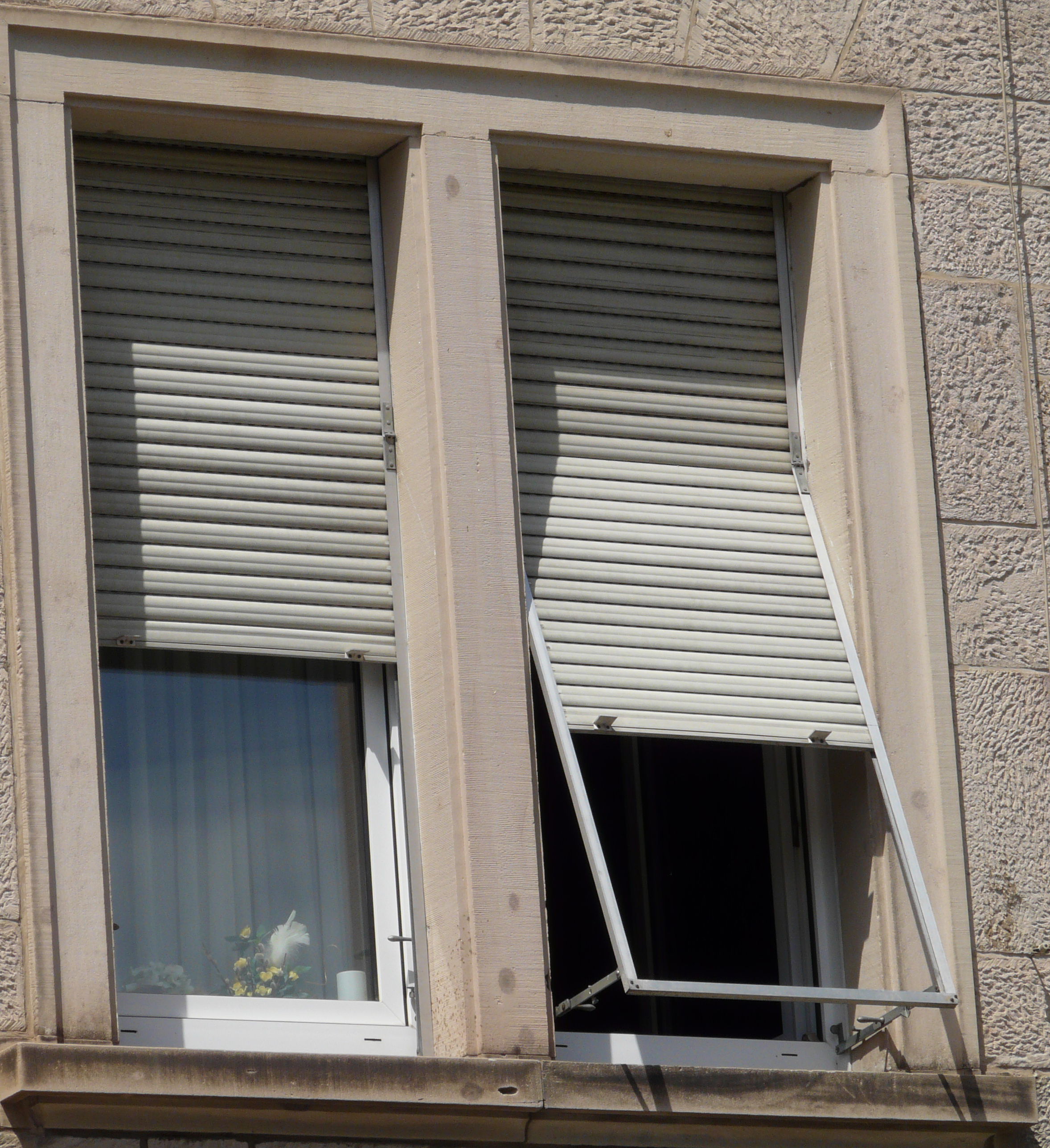
Рольставни на окнах

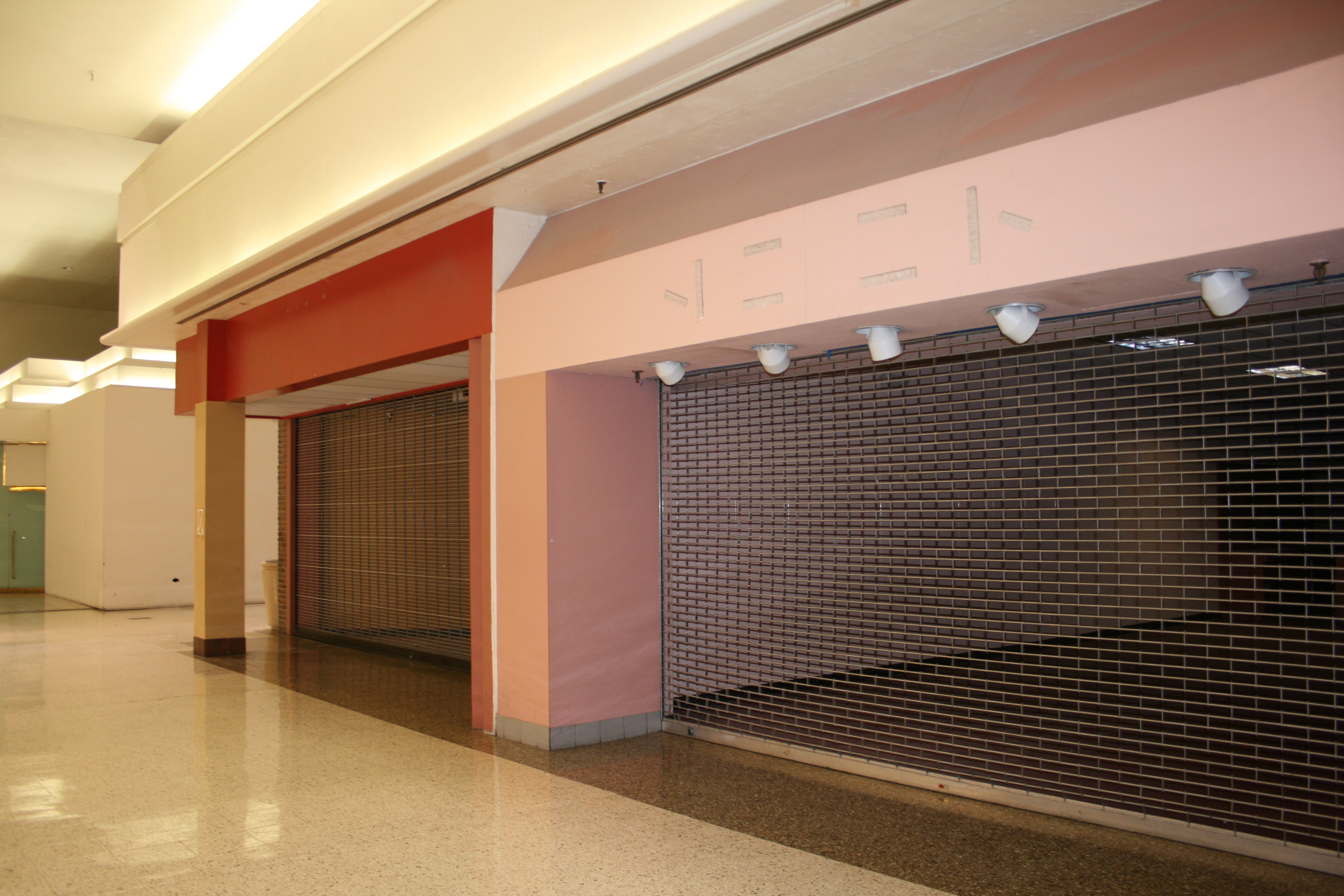
Защитные рольставни

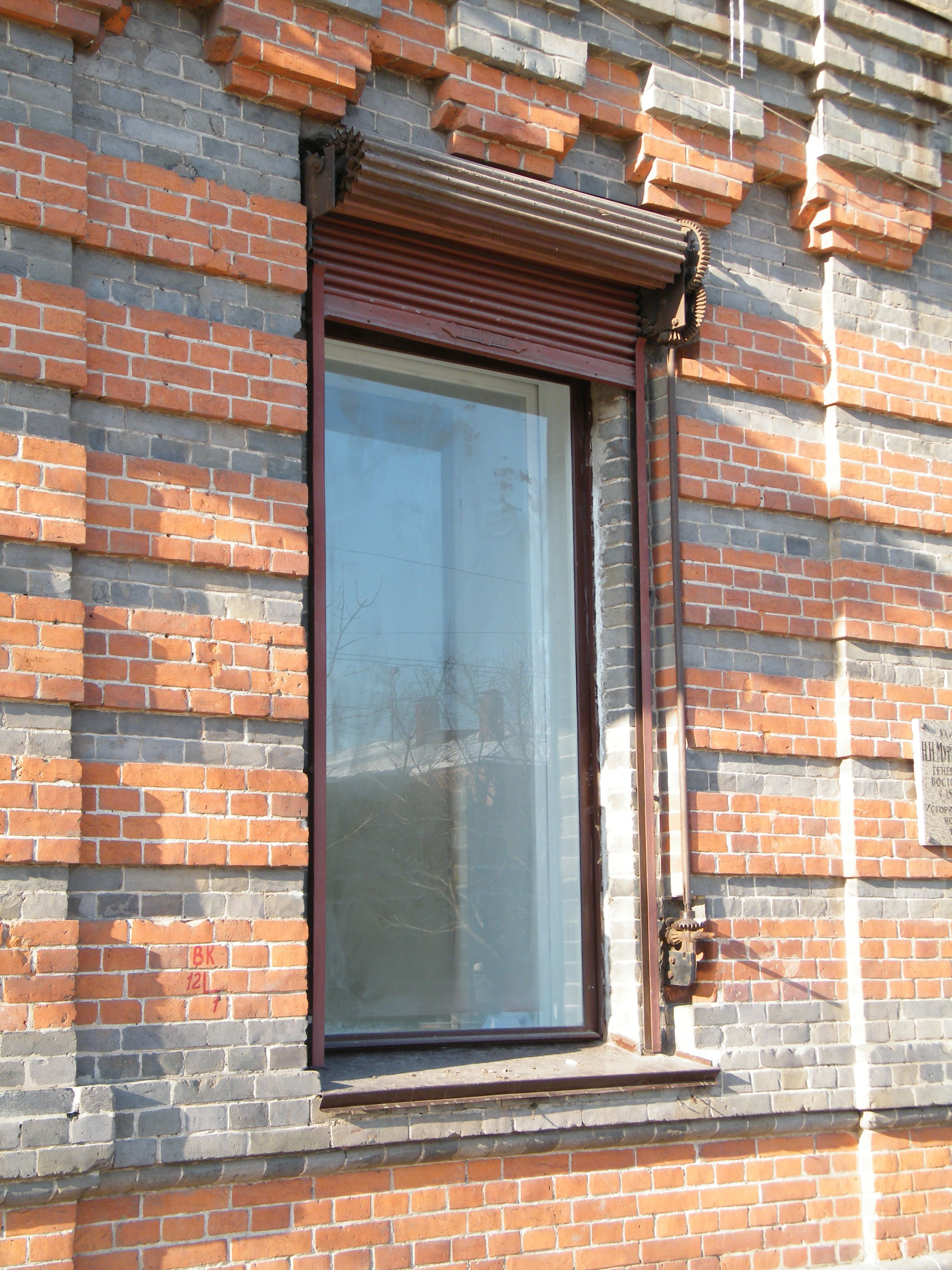
Стальные защитные рольставни, Хабаровск, 1902 год

Рольста́вни (англ. roll — рулон, рус. ставни) — разновидность жалюзи, выполненная в виде рулона, двух направляющих и скользящих по ним пластин. Встречаются[где?] также названия ролставни, роллставни, ролеты, роллеты, защитные жалюзи.
Рольставни устанавливаются в оконные, дверные и гаражные проёмы и предназначены для защиты помещения от взлома, неблагоприятных погодных условий, шума, пыли, света и посторонних глаз. Главной характеристикой рольставен является упор на защитную функцию для проёмов. Обычно практика[чья?] установки предполагает установку роллет снаружи для защиты стёкол от разбивания и непосредственно от проникновения злоумышленников.

## История возникновения рольставен
Первые рольставни появились ещё в Древней Греции. Они изготавливались из мрамора (несколько позже — из древесины) и использовались как защита от тропической[где?] жары и солнечных лучей, а также для вентиляции помещений.
Концепция жалюзи распространилась по всему Средиземноморью. Позднее они получили распространение в Европе. В средние века прочные ставни, сколоченные из досок с железными прутьями, использовались в качестве средства защиты от нежелательных вторжений и холода. В XV веке широкое распространение оконных стекол привело к трансформации жалюзи от строгой функциональности до декоративного аксессуара.
На юге США богатые землевладельцы использовали жалюзи, чтобы украсить и вентилировать свои дома. Следующим этапом развития этого направления стала защита окон от ураганов и торнадо. Именно тогда[когда?] и появились рольставни в их современном понимании.

## Свойства рольставен и рулонных ворот
Рольставни и рулонные ворота защищают помещение или территорию от проникновения посторонних лиц. Обеспечивают защиту от солнечного света, в некоторой степени — шумоизоляцию и теплоизоляцию.

## Особенности рольставен
Рольставни — металлические изделия, которые открываются вертикально, сматываясь вверх или вниз в виде рулона. Помимо традиционных прямоугольных форм (симметричных рольставен), асимметричные рольставни могут в точности повторять формы окон и крыш зимних садов (арочные, трапециевидные, треугольные). Часто рольставнями оснащают окна на первых этажах зданий, окна касс. Наклонными рольставнями закрывают крыши зимних садов и других светопрозрачных конструкций. Используют рольставни также в качестве офисных перегородок и иногда — самостоятельных элементов интерьера.
Привод рольставен может быть как ручным, так и электрическим. Электропривод в свою очередь может управляться как обычным клавишным переключателем, так и пультом с дистанционным управлением.

## Функции рольставен
В настоящее время трудно[кому?] найти достойную альтернативу рольставням, так как эти конструкции сочетают в себе массу функций:
- Защита от взлома и посторонних глаз. В опущенном состоянии рольставни выполняют защитную функцию, обеспечивая сохранность имущества и целостность окон и дверей, а также не позволяют постороннему взгляду нарушить атмосферу домашнего уюта.
- Защита от погодных условий. В любое время года рольставни способствуют поддержанию оптимального микроклимата в помещении, а также позволяют контролировать уровень поступления солнечного света.
- Защита от шума и пыли. Роллетные системы, благодаря использованию профилей со звукоизоляционным пенным наполнителем, значительно снижают уровень посторонних шумов в помещении и выступают в качестве своеобразного фильтра, предотвращая проникновение через окна песка и пыли.
- Энергосбережение. Как следствие сохранения в помещениях тепла зимой и прохлады летом, рольставни позволяют значительно сэкономить энергоресурсы за счёт рационального использования кондиционеров и обогревателей.
- Комфорт и удобство. Современные решения в области роллетных систем позволяют применять элементы автоматического управления, что делает использование рольставней ещё более удобным.
- Безопасность. Использование роллетных систем абсолютно безопасно для жизни и здоровья человека. Даже в экстренных ситуациях рольставни быстро открываются изнутри, предоставляя возможность беспрепятственной эвакуации людей и материальных ценностей.
- Эстетика. Разнообразие цветовых решений делает рольставни важным декоративным элементом фасада, а различные варианты исполнения защитного короба позволяют сделать их «невидимыми», полностью сохраняя уникальный архитектурный дизайн.

## Преимущества рольставен
Рольставни надёжно защищают стекло, в отличие от металлических решёток. Разбить стекло, защищенное рольставнями, практически невозможно.
Привычные ещё с советских времен массивные чугунные или железные решётки на окнах и дверях изжили себя, а деревянные или стальные ставни уже давно стали частью истории. Вместо них все больше потребителей отдают предпочтение представительным, легким и эстетичным роллетным системам, использование которых предоставляет ряд неоспоримых преимуществ.
Неприхотливые в эксплуатации, рольставни практически не требуют профилактического обслуживания и чрезвычайно редко нуждаются в ремонте. Они практичны, просты, безопасны и долговечны. А широкий ассортимент аксессуаров привносит в использование этого механизма ещё больше удобства.

## Виды роллетных систем
На сегодняшний день существует несколько разновидностей роллетных систем:
- роллеты на окна, двери и стеклянные крыши;
- роллетные ворота;
- роллетные решётки;

Роллеты устанавливаются на окна, двери и стеклянные крыши. В последнее время набирает популярность установка роллет для защиты зимних садов.
Роллетные ворота по принципу своей работы идентичны роллетам, однако они сделаны из более широких и прочных профилей. Они подходят для таких объектов, как частные гаражи, торговые центры, торгово-развлекательные комплексы, производственные и складские помещения. В отличие от других типов ворот роллетные ворота экономят пространство, не зависят от размера перемычки и инженерной инфраструктуры здания.
Роллетные решётки представляют собой рольставни с рядом отверстий для улучшения внешнего вида. Роллетные решётки являются идеальным решением для магазинов и бутиков; торговых центров и павильонов; офисов и банков; кафе и ресторанов; подземных гаражей и паркингов.

## Конструкция рольставен
Все рольставни схожи по конструкции. Они состоят из следующих элементов:
- роллетное полотно (складывается из роллетного профиля — ламели, который может иметь различную длину и ширину, а также может быть выполнен из различных материалов);
- вал (на него сматывается роллетное полотно; как правило, полый внутри, изготавливается из оцинкованной стали круглой или восьмиугольной формы);
- скрытый или накладной защитный короб (предусматривает возможность технического обслуживания комплектующих и защищает их от внешних факторов на протяжении всего срока службы роллет);
- боковые крышки (формируют «ребра жесткости» для защитного короба);
- направляющие (по ним движется роллетное полотно).

## Материал и цветовые решения
Ламели роллет могут изготавливаться из алюминия, стали и пластика. Использование каждого материала имеет определённые преимущества. Однако предпочтение отдается алюминию.
Алюминиевые профили, в отличие от стальных, обеспечивают отсутствие коррозии на протяжении всего срока службы роллетных систем. Они покрываются грунтовым покрытием, а затем слоем жидкостной краски, все это затем запекается при температуре порядка 300 градусов. Двухслойное покрытие обеспечивает возможность многолетней интенсивной эксплуатации, защиты от солнечного и атмосферного воздействия. В результате алюминиевые рольставни отлично выглядят и функционируют много лет.
Широкий спектр предлагаемых цветовых решений рождает неограниченное множество вариантов практического применения роллетных систем. Кремовый, слоновая кость, зелёный мох, красный рубин, золотой дуб и т. д. В зависимости от архитектурного стиля и цветового оформления фасада здания можно найти индивидуальное решение для каждого случая.

## Установка и монтаж рольставен
Монтаж включает в себя:
- осмотр места монтажа, если необходимо подготовка проема;
- замер;
- монтаж рольставен;
- отделочные работы (при необходимости)

Как правило рольставни делаются по индивидуальным размерам каждого проема, поэтому очень важно правильно снять размеры, особенно остро стоит вопрос для асимметричных рольставен.
Варианты установки:
— накладной;
— встроенный;
— комбинированный;
— скрытый.
Разновидности монтажа с учетом расположения короба:
- монтаж рольставен с защитным коробом сверху;
- монтаж рольставен специальной формы SO с защитным коробом сверху под углом от 10 до 45 градусов;
- монтаж рольставен с защитным коробом снизу;
- монтаж наклонных рольставен для стеклянной крыши с уклоном от 15 до 70 градусов с защитным коробом сверху;
- монтаж рольставен на стеклянной крыше с уклоном от 15 до 70 градусов с защитным коробом снизу;

После монтажа рольставен, как правило, не требуется отделка проема, рольставни можно устанавливать на любой стадии ремонта или уже в эксплуатируемое помещение.
Исключение составляют рольставни со скрытым коробом, предназначенные для скрытого монтажа. Их установка должна быть предусмотрена на стадии проектирования здания. При монтаже таких роллет на уже построенных объектах требуется изменение оконного блока или использование доборного профиля. Конструкция скрытого короба позволяет обслуживать рольставни снизу, при этом крышка короба специально предназначена для обшивки отделочными материалами (гипсокартоном, утеплителем и т.д.). В открытом положении рольставни со скрытым коробом незаметны на фасаде.
Разнообразие способов монтажа и форм рольставен сочетаются с любым архитектурным стилем и выгодно подчеркивают безупречный вид фасада.
Монтаж асимметричных рольставен и наклонных рольставен с защитным коробом внизу считается сложным и требует большой квалификации замерщика.
Правильно снятые размеры конструкции и правильный монтаж это очень важные и необходимые элементы.

## Профили для роллетных систем
Одним из основных элементов роллетной системы, определяющих её функциональные характеристики, является профиль, из которого выполнено роллетное полотно.
Существуют два способа производства роллетного профиля — метод роликовой прокатки и метод экструзии (продавливания).
Роллетные профили роликовой прокатки производятся на специальных станах из алюминиевой или стальной полосы толщиной 0,3-0,5 мм путём последовательной гибки в валках. Затем они заполняются пеной, что обеспечивает дополнительную шумо- и теплоизоляцию. Такие профили сочетают в себе достаточно высокую прочность на изгиб и небольшой вес.
Стальные профили производятся из стальной полосы толщиной 0,8 — 1,2 мм путём последовательной гибки в волках.
Экструдированные роллетные профили производятся путём продавливания расплавленного алюминия через формирующий инструмент (экструзионную головку). Такие профили отличаются повышенной прочностью. Достаточно большая толщина стенок (1,0-1,5 мм) и наличие поперечного ребра жесткости позволяют использовать их для изделий, где требования к прочности особенно высоки.

## Управление рольставнями

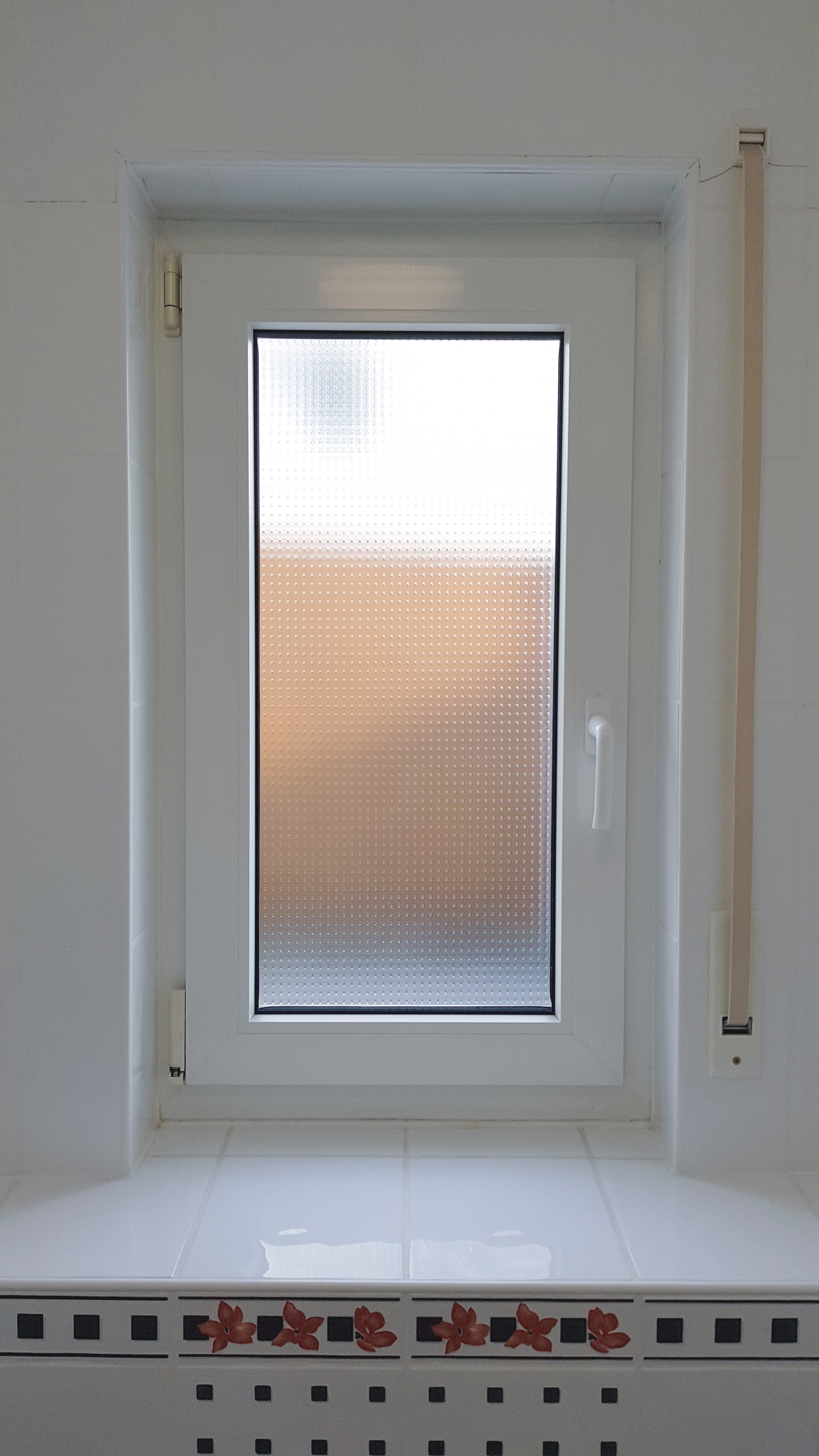
Окно с ручным ленточным приводом рольставней справа

Принцип, по которому осуществляются подъём и опускание роллетных систем, играет важную роль при их выборе.
Управление рольставнями может осуществляться вручную (например, с помощью механических приводов различных типов) или автоматически — с помощью электроприводов. Существуют следующие типы механических приводов: ленточный, шнуровой, кордовый, воротковый и пружинно-инерционный механизм.
Управление рольставнями с помощью ручного привода удобно для помещений с несколькими небольшими окнами. Вручную удобно управлять роллетой массой не более 30-35 кг. Ручные приводы в свою очередь делятся на пружинно-инерционные и карданные. Самые экономичные в плане цены — рольставни с пружинно-инерционным механизмом, который приводит в движение вал и полотно. Внешние элементы управления здесь отсутствуют, вы дергаете роллету, и она опускается вниз. В случае использования карданного типа управления металлическая завеса затягивает проем, когда вы крутите ручки.
Электроприводы подходят для управления рольставнями в зданиях с большим количеством окон. Одно нажатие кнопки — и автоматика откроет или закроет одну или несколько роллет в помещении, отдельном этаже или целом здании по Вашему выбору. Управление приводом рольставен возможно организовать с помощью пульта дистанционного управления. Так же возможна организация группового управления приводами.
Для автоматизации и расширения функциональных возможностей рольставни могут быть оснащены: внутривальными электроприводами, блоками группового управления, блоками дистанционного управления и пультами ДУ, автоматическим гребенчатым замком и т. д.
Для управления со смартфона, планшета или через голосового помощника автоматические роллеты можно интегрировать с умным домом. Это позволит:
- Группировать роллеты для одновременного управления.
- Задавать сценарии автоматического открытия и закрытия с учетом погоды (солнце/дождь), времени суток (день/ночь), дня недели и др.
- Управлять роллетами из любой точки мира с любого устройства, на котором установлено приложение.
- Отслеживать положение роллет в режиме реального времени.